# Marano Vicentino
Marano Vicentino este un oraș în provincia Vicenza, regiunea Veneto, Italia.

## Demografie
Marano Vicentino - evoluția demografică

|  | Graficele sunt indisponibile din cauza unor probleme tehnice. Mai multe informații se găsesc la Phabricator și la wiki-ul MediaWiki. |

Date: Recensăminte sau birourile de statistică - grafică realizată de Wikipedia

## Personalități
- Sergio Berlato, politician